# Zethalia
Zethalia is een geslacht van weekdieren uit de klasse van de Gastropoda (slakken).

## Soorten
- Zethalia coronata Marwick, 1948 †
- Zethalia russelli Marwick, 1965 †
- Zethalia zelandica (Hombron & Jacquinot, 1848)